# Harouna Lago
Harouna Lago (ur. 1946) – nigerski bokser wagi piórkowej, olimpijczyk.
Zawodnik reprezentował swój kraj na igrzyskach w Monachium - został wyeliminowany w pierwszej walce stoczonej z Borisem Kuzniecowem.